# Skoczek zielony
Skoczek zielony (Omocestus viridulus) – euroazjatycki gatunek owada prostoskrzydłego z rodziny szarańczowatych (Acrididae). W Europie Południowej spotykany wyłącznie w górach, w Polsce na obszarze całego kraju.
Ten barwny owad osiąga 13–24 mm długości. Ubarwienie ciała jest bardzo urozmaicone: od ciemnozielonego poprzez zielone, brązowe, ochrę lub fioletowe. Skrzydła są najczęściej zielone. Aktywny od lipca do września od nizin po góry, najczęściej jednak w terenie pagórkowatym. Najchętniej zasiedla wilgotne łąki. Jest żarłocznym roślinożercą. Jego śpiew przypomina szybkie tykanie budzika.